# Wasilij Mosin
Wasilij Aleksandrowicz Mosin, ros. Васи́лий Алекса́ндрович Мо́син (ur. 9 maja 1972 w Kazaniu) – rosyjski strzelec sportowy, brązowy medalista olimpijski, specjalizujący się w trapie podwójnym.
Ma żonę o imieniu Guzel, z którą ma troje dzieci.

## Igrzyska olimpijskie
Na igrzyskach zadebiutował w 2004 roku w Atenach, zajmując 19. miejsce w trapie podwójnym. Cztery lata później w Pekinie zakończył rywalizację na 14. pozycji. Pierwszy medal zdobył podczas letnich igrzysk olimpijskich w 2012 woku w Londynie. W dogrywce o trzecie miejsce pokonał Fehaida Aldeehaniego z Kuwejtu. W 2016 roku w Rio de Janeiro kwalifikacje zakończył na 13. pozycji.
| Igrzyska | Miejscowość    | Konkurencja   | Kwalifikacje | Kwalifikacje | Finał | Finał   |
| Igrzyska | Miejscowość    | Konkurencja   | Wynik        | Pozycja      | Wynik | Pozycja |
| -------- | -------------- | ------------- | ------------ | ------------ | ----- | ------- |
| IO 2004  | Ateny          | Trap podwójny | 126          | 19.          | NQ    | NQ      |
| IO 2008  | Pekin          | Trap podwójny | 131          | 14.          | NQ    | NQ      |
| IO 2012  | Londyn         | Trap podwójny | 140          | 2. Q         | 185   | brąz    |
| IO 2016  | Rio de Janeiro | Trap podwójny | 132          | 13.          | NQ    | NQ      |